# Física de las comunicaciones
La Física de las comunicaciones es una de las áreas de la física aplicada que trata diversos tipos de sistemas de comunicación.
- Telefonía móvil
- Comunicaciones ópticas
- Radio
- Red de computadoras
- Telecomunicaciones
- Teléfono
- Telégrafo
- Televisión
- Internet

- Datos: Q5154141